# Resolució 1164 del Consell de Seguretat de les Nacions Unides
La Resolució 1164 del Consell de Seguretat de les Nacions Unides, adoptada per unanimitat el 29 d'abril de 1998 després de reafirmar la resolució 696 (1991) i totes les resolucions posteriors sobre Angola, el Consell va prorrogar el mandat de la Missió d'Observadors de les Nacions Unides a Angola (MONUA).
El Consell de Seguretat va assenyalar els progressos realitzats pel Govern Angolès d'Unitat i Reconciliació Nacional (GURN) i UNITA per a la implementació d'aspectes del Protocol de Lusaka, inclosa la promulgació d'una llei que atorga un estatut especial al Líder d'UNITA Jonas Savimbi, el nomenament de governadors d'UNITA, una llista d'ambaixadors designats per UNITA, el cessament de les emissions radiofòniques hostils i l'establiment de la seu d'UNITA a la capital Luanda.
Es va cridar al Govern d'Angola i a UNITA que implementessin totes les obligacions pendents en virtut dels acords de pau i les resolucions del Consell de Seguretat. El Consell va exigir que UNITA posés fi als retards i enllaços a qüestions irrellevants, i la finalització de la normalització de l'administració estatal a les ciutats d'Andulo i Bailundo. Els atacs d'UNITA a les tropes de MONUA, les autoritats angoleses, la policia i als civils van ser durament condemnats, i MONUA va instar a investigar un atac recent.
La resolució va reiterar la recomanació del secretari general Kofi Annan de reduir el component militar de MONUA, deixant una companyia d'infanteria, unitat d'helicòpters, personal mèdic i 90 observadors militars restants abans de l'1 de juliol de 1998. Al mateix temps, el nombre de policies observadors seria incrementat gradualment a 83 per ajudar a normalitzar l'autoritat estatal arreu d'Angola i a la formació de la policia nacional. Va concloure demanant als països que seguissin fent complir les mesures contra UNITA i que el Secretari General informés el 17 de juny de 1998 sobre l'estat del procés de pau i les recomanacions per a una futura presència de les Nacions Unides a Angola.